# Bulbophyllum ambrosia
Bulbophyllum ambrosia är en orkidéart som först beskrevs av Henry Fletcher Hance, och fick sitt nu gällande namn av Rudolf Schlechter. Bulbophyllum ambrosia ingår i släktet Bulbophyllum och familjen orkidéer.

## Underarter
Arten delas in i följande underarter:
- B. a. ambrosia
- B. a. nepalensis